# 窑沟站
窑沟站是一个大准线上的铁路车站，位于内蒙古自治区准格尔旗窑沟苏木，建于1993年，目前为四等站，邮政编码为017124。目前客运：办理旅客乘降；行李、包裹托运；货运：办理整车货物发到。